# Piazza del Comune (Prato)
Piazza del Comune è una delle più celebri piazze della città di Prato.
Di notevole rilievo urbanistico medievale, assunse in quest'ultimo periodo un ruolo di primo piano in quanto crocevia delle due assi viarie cittadine e sede del potere; proprio quivi si trova tutt'oggi il Comune di Prato. 

## Storia

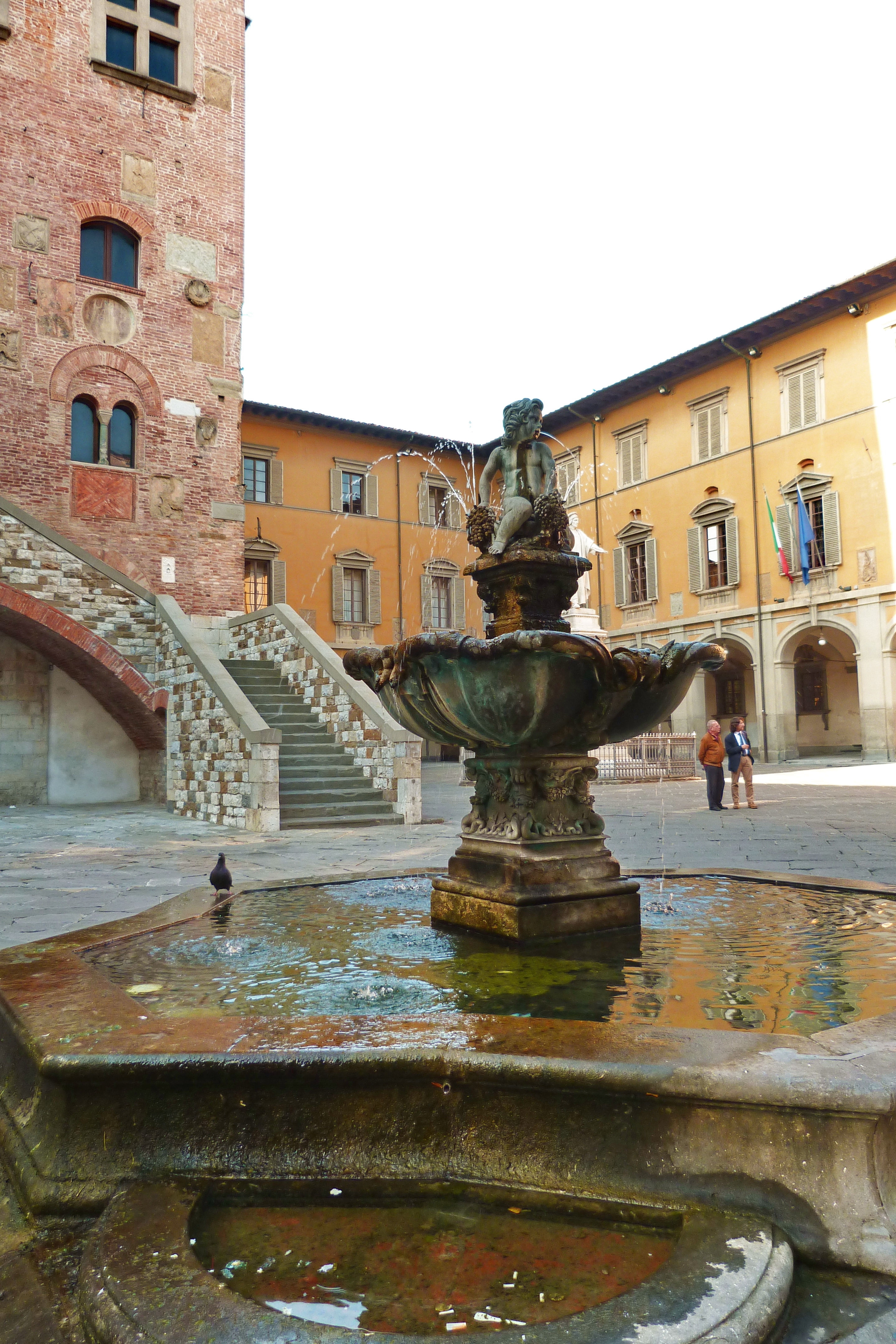
Fontana del Bacchino

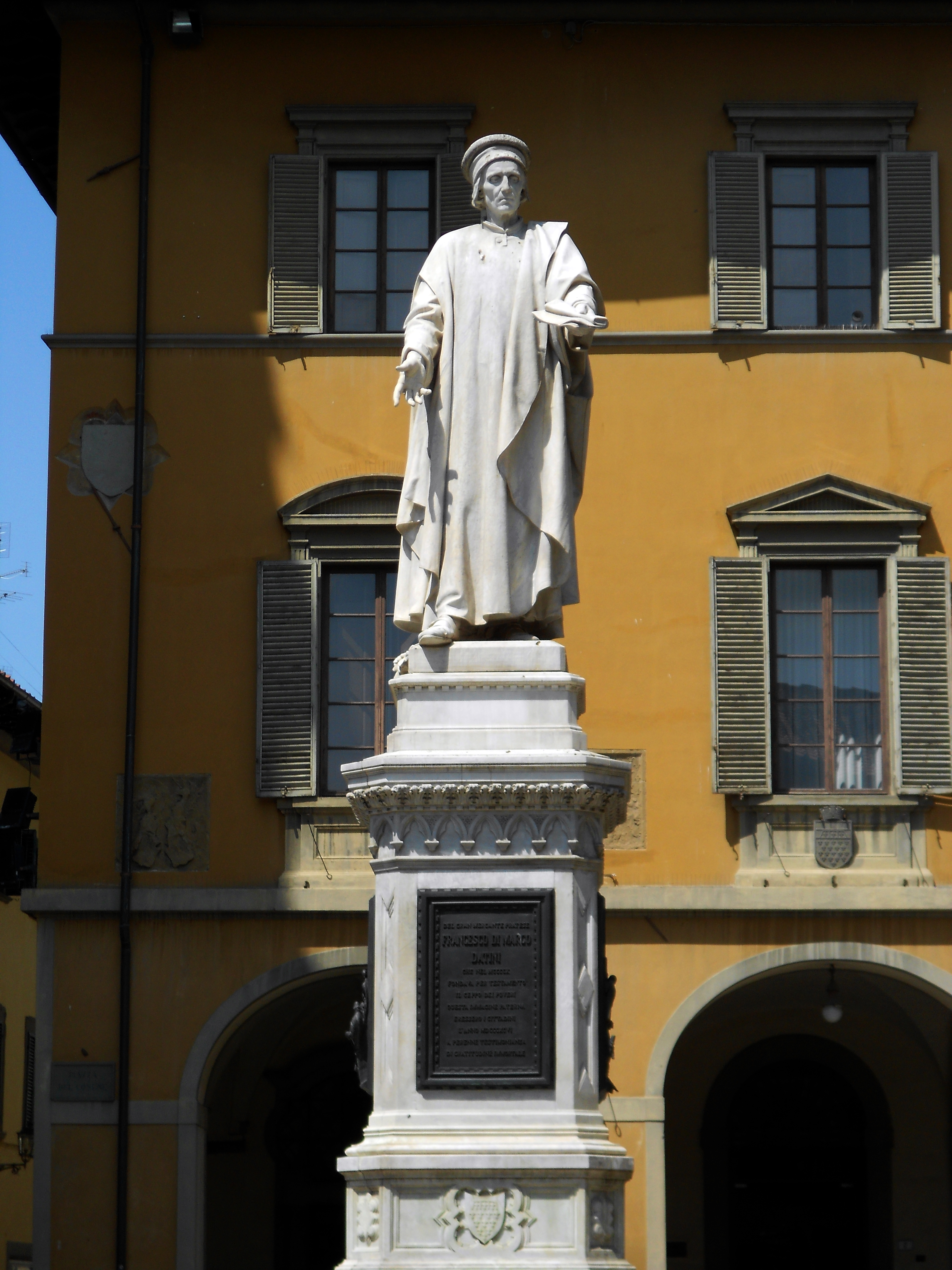
Monumento a Francesco Datini e Palazzo del Comune

Piazza del Comune venne realizzata a fine del Duecento, all'incrocio dei due principali assi viari della città. Anticamente era circondata da portici in legno ed era adibito a mercato della carne, dell'olio e delle granaglie, oltre che a luogo di pubbliche adunanze e manifestazioni.
Il più antico edificio che mantenga l'aspetto originario è il Palazzo Pretorio, composto da due nuclei ancora chiaramente distinguibili: una casa-torre già della famiglia dei Pipini del XIII secolo e un'aggiunta del XIV secolo dalle eleganti bifore. Vi aveva sede il governo repubblicano e il tribunale, dal 1912 è sede del Museo Civico (riaperto nel settembre 2013).

## Descrizione

### Palazzo Pretorio
Palazzo Pretorio rappresenta il più antico edificio della piazza a mantenere ancora oggi buona parte dell'assetto originario. 
Dal 1912 è sede del museo civico di Prato. 

### Palazzo Comunale
Il Palazzo Comunale venne realizzato in un secondo momento rispetto al Palazzo Pretorio ed è stato sede dei priori; la facciata attuale invece, con un grande stemma mediceo all'angolo (1550), venne uniformata nel 1791.

### La Fontana del Bacchino
La Fontana del Bacchino fu realizzata in bronzo tra il 1659 e il 1665 da Ferdinando Tacca, in occasione del riconoscimento del rango di città di Prato. La fontana è composta da una statua di Bacchino (annoverata ormai tra i simboli della città) che spruzza in una vasca a forma di conchiglia e poi in una più grande in pietra di forma ottagonale con piccole conche angolari (rifatta nel 1789). 
La scultura originale si trova nell'atrio del vicino Palazzo Comunale.

### Il monumento a Francesco Datini
Al centro della piazza si trova anche il Monumento a Francesco Datini, il mercante di Prato, realizzata Antonio Garella (1896), che raffigura il personaggio nell'atto di porgere il testamento ai poveri, i quali furono i destinatari delle sue immense ricchezze attraverso l'istituzione dell'Ospedale del Ceppo. Il piedistallo presenta bassorilievi in bronzo sulla vita del celebre mercante. L'opera è tornata all'antico splendore dopo il restauro concluso nel 2010. 

## Collegamenti
Piazza del Comune è raggiungibile con i seguenti mezzi pubblici:
: fermata Palazzo Datini (Autolinee Toscane)
: stazione "Prato Porta Al Serraglio" (linea ferroviaria Maria Antonia)